# Кайса Оллонґрен
Карін Гільдур «Кайса» Оллонґрен (нар. 28 травня 1967) — нідерландсько-шведська політична діячка, яка обіймала посаду міністра оборони Нідерландів з 10 січня 2022 до 2 липня 2024 року. Член партії Демократи 66 (D66). Була міністром внутрішніх справ і відносин Королівства та другим віцепрем'єр-міністром в третьому кабінеті Марка Рютте (2017—2022 роки), а також недовго була пані мером Амстердама (жовтень 2017).

## Біографія
Кайса Оллонґрен народилася 28 травня 1967 року в Лейдені в родині Александра Оллонґрена, який був астрономом і науковцем з Нідерландської Ост-Індії, та його дружини Ґунвор Лундґрен, яка походила зі Швеції. Оллонгрен (спочатку Ållongren) — фіно-шведська дворянська родина, яка була включена до нідерландської знаті у 2002 році.
Оллонґрен виросла в Угстгесті, де вона відвідувала середню школу Рейнландського ліцею з 1979 по 1985 рік. Потім вступила до Амстердамського університету, де спочатку вивчала економіку у 1985—1986 роках, але в 1986 перейшла на історичний факультет, де в 1991 році здобула ступінь магістра. Згодом Оллонґрен вивчала державне управління в Національній школі адміністрації у Парижі, Франція та міжнародні відносини в Інституті Клінгендала.

## Кар'єра на державній службі
Після навчання Кайса Оллонґрен працювала в Міністерстві економіки з 1992 по 2007 рік, спершу офіцером з питань Центральної та Східної Європи, потім головою з питань парламенту, з 2001 року директоркою з європейської інтеграції та стратегічного розвитку, а з 2004 року — заступницею генерального директора з економічної політики.
Оллонґрен була п'ятою у списку кандидатів від D66 на парламентських виборах 2006 року, але партія отримала лише 3 місця.
З 2007 року була заступницею генерального секретаря, а з серпня 2011 року — генеральною секретаркою Міністерства загальних справ. Це зробило її основною радницею головного радника.
З червня по жовтень 2010 року Кайса Оллонґрен була секретаркою формування Кабінету міністрів, що призвело до створення першого кабінету Рютте.

## Політична кар'єра

### Муніципальна рада в Амстердамі (2014—2017)
У червні 2014 року Оллонґрен стала олдервумен і заступницею мера Амстердама від партії D66 з портфелем питань у сфері економіки, морського транспорту, аеропорту, мистецтвта й культури, місцевих ЗМІ, памяток, району Центрум і т. д., що були розроблені у співпраці D66, VVD та SP.
5 жовтня 2017 року після смерті Ебергарда ван дер Лаана, викликаної хворобою, Кайса Оллонґрен розпочала виконувати обов'язки мера.

### Міністр внутрішніх справ і відносин Королівства
Оллонґрен була міністеркою внутрішніх справ і відносин Королівства та віцепрем'єр-міністеркою в третьому кабінеті Рютте, який вступив на посаду 26 жовтня 2017 року.
З жовтня 2019 по 14 квітень 2020 року Оллонґрен перебувала у відпустці у зв'язку з проблемами зі здоров'ям. У цей час її обов'язки тимчасово виконували:
- Раймонд Нопс як міністр внутрішніх справ і відносин Королівства
- Анк Бійлевелд як міністр AIVD
- Стентє ван Вельдховен як міністр навколишнього середовища та житла
- Воутер Кулміс як віцепрем'єр (залишився на посаді до 14 травня 2020 року).

Зростаюча нестача житла була важливою проблемою в цей період. Оллонґрен поставила за мету будувати 75 000 будинків у Нідерландах щороку, але цьому завадила азотна криза, яка виникла в Нідерландах у 2019 році, коли було призупинено заявки на отримання дозволів для приблизно 18 000 будівельних та інфраструктурних проєктів. Але Оллонґрен звинуватили в тому, що вона не надала достатньої уваги цій справі. Поєднання коронавірусної та азотної криз призвели до висунення Оллонґрен недовіри від імені Сенату, що відбулося вперше з 1875 року.

### Міністр оборони
У четвертому кабінеті Рютте Кайса Оллонґрен отримала посаду Міністерки оборони.

#### Російське вторгнення в Україну (2022)
На початку свого перебування на посаді Оллонґрен погодилася надати Україні 200 ракет ППО FIM-92 Stinger і 50 протитанкових систем Panzerfaust 3, а також 400 ракет у відповідь на вторгнення Росії в Україну 24 лютого 2022 року.

## Нагороди
- Орден князя Ярослава Мудрого III ст. (Україна, 27 січня 2023) — за вагомий особистий внесок у зміцнення міждержавного співробітництва, підтримку незалежності та територіальної цілісності України[12]

## Особисте життя
Оллонґрен одружена з телепродюсеркою Ірен ван ден Брекель. У пари є двоє дітей.

## Визнання
- 2011 — Найвпливовіша жінка за версією Volkskrant Топ-200 найвпливовіших нідерландських директорів щоденної газети de Volkskrant[14]
- 2017 — Найвпливовіша жінка Нідерландів у категорії державного управління в Opzij Top 100 феміністичного щомісячника Opzij[15]